# Deleu
Luiz Carlos Santos, meglio noto come Deleu (Penedo, 1º marzo 1984), è un calciatore brasiliano, difensore del Tylko Lechia Danzica.

## Palmarès

### Competizioni nazionali
- I liga: 1

Miedź Legnica: 2017-2018